# 독일 연방방위군
독일 연방방위군(獨逸 聯邦防衛軍, 독일어: Bundeswehr 분데스베어[*];듣기 (도움말·정보), 영어: Federal Defence Forces of Germany)은 독일연방공화국의 육군, 해군, 공군 및 군수군, 의무군, 사이버정보군을 총체적으로 이르는 말이다.
2010년 12월 15일부터 세르비아와 마찬가지로 징병제 시행을 "유예"(사실상 폐지)하였다. 그 후 2011년 7월 1일부터 법적으로 완전 폐지되었다.
독일 연방방위군이 징병제이던 시절에도 현역 병사로 입대하기 위해서는 체력측정과 필기시험을 치르고 합격한 자에 한해서만 현역 사병이 되었으며 독일 연방방위군에 지원하지 않거나 지원했다가 불합격하면 사회복무요원으로 편입되었다.

## 조직
독일연방공화국 기본법에 따르면 독일은 제 2차 세계대전에 대한 반성으로 평시 군 통수권이 국가의 정부수반인 총리에게 부여되지 않고, 정치적 중립을 유지하고 있는 국방장관에게 부여되며, 전시에만 총리에게 군 통수권이 부여된다. 독일 연방공화국의 국방장관은 문민통제에 따라 민간인 출신으로 임명하되, 여기에 더하여 타 부서의 장관 직책을 역임한 유경험자 위주로 임명한다. 즉, 독일 연방공화국 국방장관의 경우 장관으로서의 첫 직책으로 임명될 수 없고, 타 부서의 장관 직책을 최소 1, 2번 이상 역임하여야만 국방장관으로 취임할 수 있다. 그리고, 연방군 국방참모총장(대한민국의 합동참모의장과 동일한 보직이다.)은 카르스텐 브로이어 육군 대장이며, 독일 연방방위군에서는 국방참모총장 보직만 대장이고, 각 군 참모총장은 중장 보직이다.
독일은 주요 서방 선진국가 중에서는 거의 유일한 징병제 국가였으나, 2010년에 기존 정책을 폐기하고, 모병제로 전환하였다. 148,996명의 병력을 보유하고 있으며, 전차 408대, 전술기 783대, 군함 90척을 보유하고 있다. 예산 감축으로 독일 연방방위군은 전력이 절반 이하로 크게 줄어버렸으며, GFP의 순위에서도 10위 밖으로 밀려났다. 네덜란드의 드 제벤 프로빈센급과 에이파 시스팀 그리고 스마트L 레이더를 단 함인 독일의 작센급, 독일과 네덜란드의 군함 공동개발은 같은 시스템을 쓰는 것이지 선체 디자인까지는 같이 하자는 건 아니었기에 양국은 선체 디자인에 대해선 각자 독자적인 설계로 건조한다. 브란덴부르크급을 바탕으로 설계, 건조 했으며 독일해군을 대표하는 함 중 하나가 작센급이다.
독일 연방방위군은 다음과 같은 조직으로 구성되어 있으며 각 조직은 전원 중장 보직의 참모총장▪︎참모차장과 사령관▪︎부사령관(육군참모총장▪︎참모차장, 해군참모총장▪︎참모차장, 공군참모총장▪︎참모차장, 군수군 사령관▪︎부사령관, 의무군 사령관▪︎부사령관, 사이버정보군 사령관▪︎부사령관)을 지휘관으로 하고 있다.
- 독일 육군(독일어: Heer), 9만 명
- 독일 해군(독일어: Deutsche Marine), 17,000명
- 독일 공군(독일어: Luftwaffe), 62,700 명, 항공기 700여대
- (3군 공통) 군수군 사령부(독일어: Streitkräftebasis, 2000년에 실시된 연방방위군 개혁의 일환으로 3군 공통으로 소속되는 기관이다. 병참, 통신, 헌병, 교육 등 후방지원 업무를 통합한 기관이다.)
- (3군 공통) 의무군 사령부(독일어: Zentraler Sanitätsdienst, 2000년에 실시된 연방방위군 개혁의 일환으로 3군에 나뉘어 있던 의료 부대를 통합하고, 공통의 의료부대를 편성한 기관이다.)
- (3군 공통) 사이버정보군 사령부(독일어: Cyber- und Informationsraum, 2017년에 실시된 연방방위군 개혁의 일환으로 3군에 나뉘어 있던 사이버정보 부대를 통합하고, 공통의 사이버정보부대를 편성한 기관이다.)

2010년 12월 15일 이전에는 징병제를 채택하고 있어 만 18세 이상의 남성은 병역의 의무를 지고 있었다. 독일연방공화국 기본법 제12a조 2항에 따라, 자신의 신념 등에 따라 전투를 거부하는 자는 대체 복무제도 신청할 수 있다. 이 경우에 민사복무제도(대체복무제)(Zivildienst)로서 병원, 노인 간호 시설 등의 사회복지시설에서 병역 의무와 같은 기간 동안 복무한다.
2010년 12월 15일부터 세르비아와 마찬가지로 징병제 시행을 "유예"(사실상 폐지)하였다. 그 후 2011년 7월 1일부터 법적으로 완전 폐지되었다.
1975년 이래 독일 연방방위군 내에 여군이 배속되어 있지만 당초에는 의료부대에의 배속에만 머무르고 있었다. 한 여군은 이러한 배치에 불복해 유럽 사법재판소에 2000년에 제소한다. 결국, 유럽 사법 재판소는 여군이 더 폭넓은 역할을 군대 내에서 할 수 있도록 인정하라고 판결을 내린다. 그 결과 2001년부터 여군은 연방방위군 내에서 모든 임무에 제한없이 근무할 수 있게 되었다. 연방방위군 내에는 1만 3천명의 여군이 평화 유지 활동이나 다른 작전 행동 배치 등 모든 군 생활에 배치되고 있다.
한편, 한 남성이 '남성에 대해서만 병역을 강제하는 것은 양성평등에 위배되며 기본법 위반이다.'를 이유로 독일 연방헌법재판소에 헌법 재판을 신청했다. 하지만 연방헌법재판소는 남성 만의 징병제는 합헌이라고 판결내렸다.
독일군의 편제는 좀 독특한데 과거부터 독일인들은 소대장=부사관이라는 인식이 뿌리깊게 박혀 있다. 하지만 중대장의 결원을 대비해서 소대장 중 1명만 장교로 보직시키며 나머지 소대장은 부사관이 담당한다. 또한 장교도 2가지 신분으로 구분되어 있는데 소대장이나 중대장 위주로 군복무하는 초급 지휘 장교와 장성급 장교를 목표로 군복무하는 참모 장교로 나뉜다. 초급 지휘 장교는 어지간하면 중대장까지는 다 올라가지만 그 중 특출나게 뛰어난 몇 안되는 인원만 대대장에 올라가며 참모 장교는 소대장과 중대장을 담당하지 않고 위관급 장교 시절 내내 참모만 하다가 대대장으로서 첫 지휘관을 담당한다. 이 때문에 초급 지휘 장교는 정년이 보장되어 있는 대신 소령까지만 진급할 수 있으며, 참모 장교는 중령 이상의 계급을 달 수 있지만 진급에서 누락하면 전역해야 한다. 또한, 상술하였듯이 각 군 참모총장은 중장이 보직하며 합동참모의장격인 연방군 국방참모총장만 대장이 보직된다. 따라서 독일 연방방위군은 대장 1명과 중장 12명으로 중장 이상의 계급은 총 13명만 보직된다.
그리고 장교로 임관하기 위해 훈련을 받는 무관후보생의 계급이 부사관 계급으로 지정되어 있다. 타국의 군대에서 사관후보생 계급장이 따로 지정된 것과 달리 독일 연방방위군은 아예 부사관의 계급을 적용하고 있으며, '장교하사 - 장교중사 - 장교상사 - 소위'의 순서대로 진급하는 형태를 갖추고 있다. 즉, 상사에서 소위로 진급하는 것이 임관이라는 뜻이다.

## 역사

### 냉전기
- 여기에선 1955년에서 1990년까지의 독일 연방방위군에 대해서 설명한다.

독일연방공화국(서독)은 1955년 재무장을 시작한다.
제2차 세계 대전에 패전한 나치 독일은 연합군의 명령으로 어떠한 종류의 재무장 계획도 금지되고 있었다. 그래서 서독은 완전히 무장 해제 상태에 있었다. 다만, 소규모의 국경 수비대나 작은 함대만 보유하고 있었다. 국군의 설립은 인정되지 않았고, 결국 독일의 국방은 연합국 4개국인 미국, 영국, 프랑스, 소련이 책임지고 있었다.

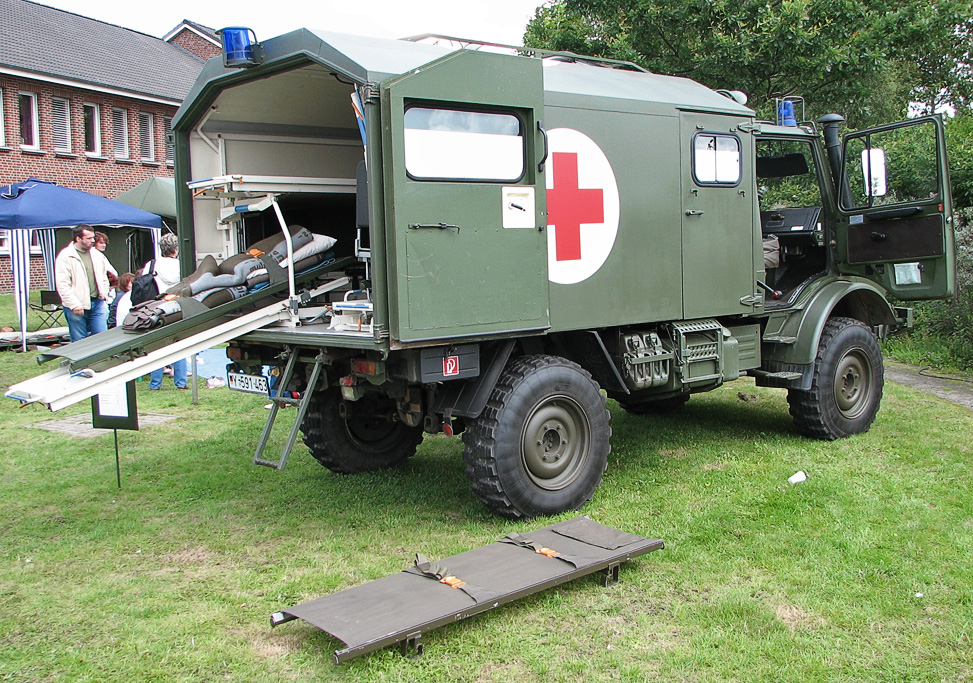
통합 의료 부대의 차량

그러나 한국 전쟁 후 자본주의 진영과 공산주의 진영 사이의 긴장이 높아짐에 따라 독일의 비(非) 무장화 정책에 변화가 생긴다. 소련 영향력 아래의 독일민주공화국(동독)은 은밀하게 재무장을 실시했으며 미국과 영국, 프랑스도 이에 자극 받아 서독의 재무장 정책을 허가한다. 1950년에 새로운 연방방위군 창설을 위한 기본 구상이 실시되어 콘라트 아데나워(Konrad Adenauer) 초대 연방 수상은 구(舊) 독일 국방군 장군 15명을 모아서 재무장의 기술적인 가능성을 검토하도록 명령한다.
전문 위원회의 검토 후 연방방위군의 새로운 기본 구상이 만들어진다. 이것에 근거해 국회의원 테오도어 블랑크(Theodor Blank)는 새로운 연방방위군 설치를 진행한다. 이것을 이유로 연방 국방부의 전신을 '블랑크국'(Amt Blank)이라고 부른다. 그러나 구 나치 독일 국방군 출신의 15명의 전문 위원의 연방방위군 창설 준비 참가는 인정되지 않았다. 이것은 나치에 의해 더럽혀진 국방군 전통과의 결별을 명확히 위함이었다. 독일 연방방위군은 군복이나 계급에 대해서도 프로이센 군 색깔을 빼버렸다.
국방군 육군 대장출신인 자유 민주당(Free Democratic Party)의 정치인 하소 폰 만토이펠(Hasso-Eccard Freiherr von Manteuffel)은 새로운 국군의 명칭에 Bundeswehr(분데스베어, 연방방위군)를 제안해 독일 연방 의회의 승인을 얻는다. 나치 독일 시대는 Wehrmacht(베어마흐트, 국방군)라고 하였다.
미국과 영국, 프랑스 3개국은 독일의 재무장에 대해 이견(異見)도 있었다. 특히 프랑스는 20세기의 독일과 프랑스 관계를 따지면서 서독의 재무장에 대해 난색을 나타냈다. 프랑스는 미국이 진행하고 있던 독일 재무장과 NATO 가맹안에 대해 초국가적인 범유럽군 구성을 위한 '유럽방위공동체' 구상을 밝혀 1952년 서독을 포함한 서방 각국에서 조인한다. 그러나 주권의 침해를 좋아하지 않던 드골주의자들의 반대로 1954년에 프랑스 의회에서 부결되었으며, 결국 비준되지 못했다. 하지만 프랑스는 결국 서독의 재무장과 NATO 가맹을 인정했다.
연방방위군은 게르하르트 폰 샤른호르스트(Gerhard Johann David von Scharnhorst)의 200번째 생일인 1955년 11월 12일에 정식 창설되었다. 독일연방공화국 기본법의 수정 후(後), 서독은 1955년에 NATO 참가국이 되었으며, 1956년에는 18세부터 45세까지의 모든 남성 국민에게 병역 의무를 부과했다.
냉전 동안 독일 연방방위군은 NATO의 서유럽 방위의 주력군이 되었으며 전군을 통틀어 49만 5,000명의 병력과 17만명의 군무원을 거느리고 있었다. 육군은 12개의 사단과 3개의 군단으로 구성되어 있었으며, 전차와 장갑차, 수송차들로 구성 있었다. 공군은 전술 전투기 다수를 보유하고 있었으며 북대서양 조약 기구(NATO)의 통합 방공군(NATINAD)의 일부를 이루고 있었다. 해군은 발트해 방위를 맡고 있으면서 북해의 증원군이나 보급선 호위를 실시하고 있었으며 소련의 발트 함대 봉쇄를 실시했다.

### 재통일 후
- 여기에선 1990년 이후의 독일 연방방위군에 대해서 설명한다.

1990년의 독일의 재통일 후, 동독 정부 및 서독 정부(재통일의 당사자), 미국과 영국, 프랑스, 소련 정부(제2차 세계 대전에서 나치 독일에 대해 승전한 연합국)은 '독일에 관한 최종 규정 조약'(2+4조약)을 체결해 독일 연방방위군을 37만명까지 감축시켰다. 동독 정부의 국군이었던 국가인민군은 해체되었으며 군과 무장의 극히 일부가 연방방위군으로 흡수, 통합되었다.
약 2만명의 동독 국가인민군은 공식적으로 1990년 10월 2일에 연방방위군으로 흡수되었다. 증가한 2만명 중, 징집병, 단기 부사관이나 장교들은 병역 기간 만료를 이유로 신속히 감축시켰다. 국가인민군에 있던 많은 장교는 2년 내(內)로 한정한 고용 계약을 체결해 일상 업무를 계속하게 하였으나, 장군 및 제독은 전역 처리되었다. 연방방위군으로 옮긴 국가인민군은 개인의 적성이나 경험을 재평가해 신규의 고용 계약이나 계급 재평가가 이루어졌다. 많은 군인은 국가인민군 시대보다 낮은 계급을 받게 되었다.
그러나 일반적으로 '군대의 통합'(Armee der Einheit)의 슬로건 아래에서 진행되고 있던 국가인민군의 통합 과정은 매우 순조롭게 이루어졌으며, 성공적으로 통합되었다.

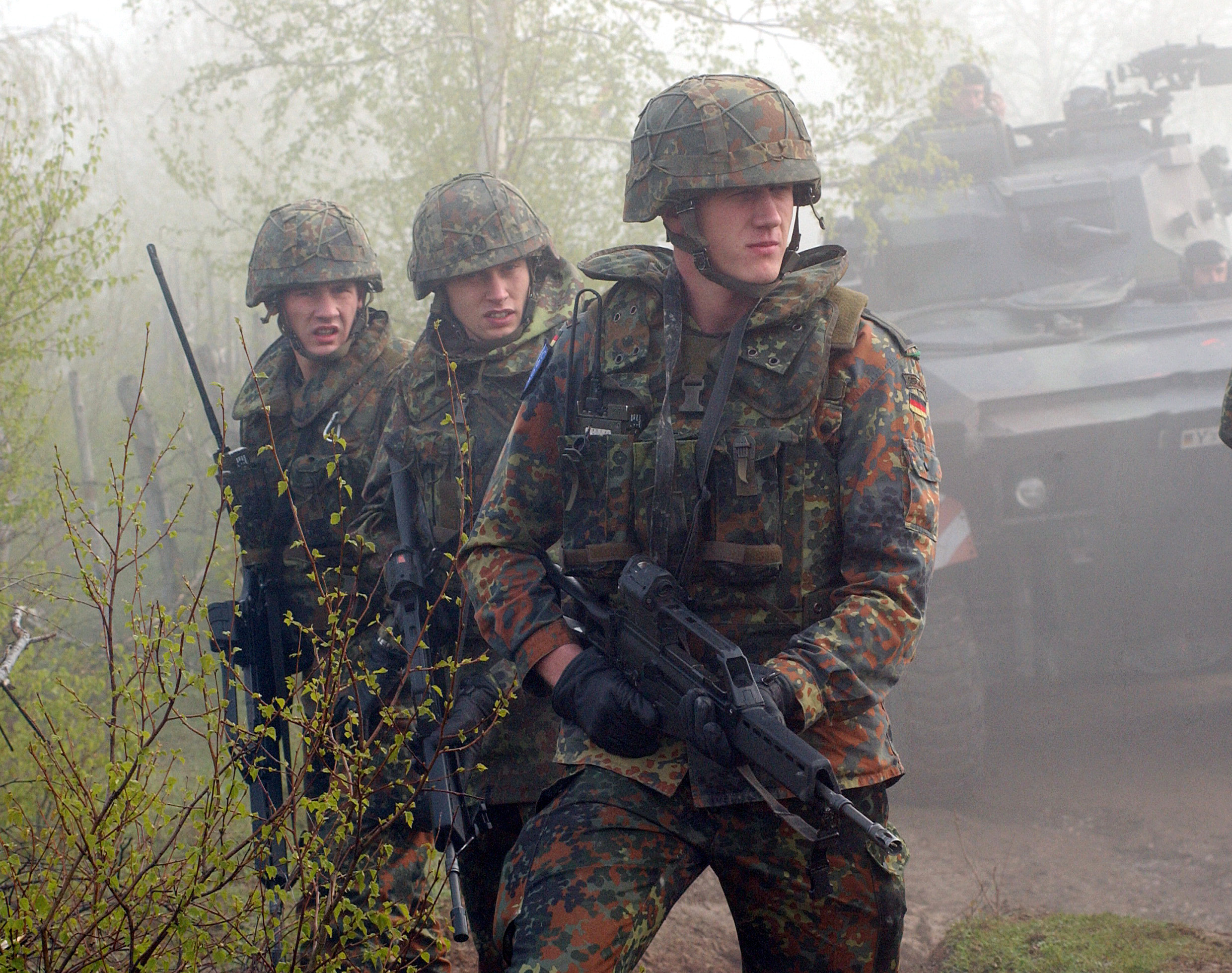
보스니아에서 작전중인 독일 연방방위군

불필요해진 서독 연방방위군과 동독 국가인민군의 기자재가 대부분 폐기되었다. 기갑 차량의 수(數)나 전투기는 국제적인 감시 아래에서 감축되었다. 함선은 해체되거나 제3국으로 매각되었다. 그 중 전투기 등은 1993년에 분리, 독립한 체코와 슬로바키아, 이외 구 유고슬라비아 연방의 후신인 슬로베니아에 1달러에 매각되기도 했으며, 인도네시아는 국가인민군의 다양한 함선 39척을 매입했다. 또 국가인민군의 장갑 수송차가 터키의 군대로 팔려 터키 동남부(현재 분리를 목표로 하는 쿠르드족과 마찰을 빚고 있는 분쟁 지대)에서 운용되고 있다.
유엔의 국제 연합 평화유지군 활동(PKO) 및 인도 원조 활동이나 NATO의 군사 행동에의 독일 연방방위군의 참여, 독일의 다국적군 참가 및 원조 활동이 활발해 짐에 따라 2000년에 대규모 군(軍) 개혁을 실시했다. 병참, 통신, 헌병 등 각 군의 후방 지원 임무 및 의료 임무를 3군 통합으로 두었으며 후방 지원군과 통합 의료 부대가 탄생한 것이 그것이다. 특히, 많은 국가에서 의료부대는 각 군이 개별적으로 가지고 있었기 때문에 의료의 통합은 전례가 없었다.
독일 연방방위군은 북대서양 조약 기구(NATO) 내부에서 뿐만 아니라 세계에서도 우수한 선진 기술력이나 보급력을 자랑하고 있지만 국방 예산은 매년 삭감 되고 있다. 결국 GDP 중 국방비 비율은 북대서양 조약 기구(NATO)에서 최저를 기록하고 있다.
2018년 6월에는, 2017년에 가동 가능한 헬기의 부족으로 일정 비행시간을 채우지 못해 10명 중 1명보다 더 많은 군 조종사들이 비행 면허를 잃었다는 보고가 있었다.

## 임무
독일 연방방위군은 NATO의 일원으로서 유럽 방위 의무를 지고 있다. 연방방위군의 임무는 기본법 87조에 '방위'로 규정되어 있다.
그러나 1990년 이후 국제 정세가 단순한 동서 대립에서 전체적인 불안정 상태로 변화하고 있어 연방방위군의 대응이 문제가 되었다. 특히 1991년의 걸프 전쟁은 다국적군에 자금 지원으로만 참가하고 인적 자원적으로 참가하지 않았던 것은 국외로부터 비판을 받았다. 1994년 연방 헌법재판소는 '기본법의 방위는 독일의 국경을 지킬 뿐만 아니라 위기에의 대응이나 분쟁 방지 및 전 세계에서 독일의 안전을 지키기 위한 필요한 행동을 가리킨다.'라고 판결했다. 결국 이는 독일 연방 의회의 사전 승인에 의해 북대서양 조약 기구(NATO) 역외에의 파병이 인정되는 계기가 된다. 연방 국방장관 페터 슈트럭(Peter Struck)은 방위의 정의를 '독일을 지키기 위해선 아프가니스탄의 산맥에 군을 내는 것도 필요하다.'라고 말하기도 했다.
이러한 내부의 '방위' 개념의 확대에 따라 1990년대 이후 독일 연방방위군은 북대서양 조약 기구(NATO)나 유럽 연합, 유엔의 일원으로 독일 국외에서 PKO 작전을 실시하는게 증가하고 있다. 예를 들어 캄보디아의 UNTAC, 보스니아 헤르체고비나의 유럽 연합 부대 'EUFOR', 코소보의 'KFOR', 아프가니스탄의 국제 치안 지원 부대, 에티오피아, 에리트리아, 소말리아, 수단, 콩고 민주공화국, 레바논 등의 군사 작전이나 평화 유지 활동이 그것이다. 한편, 전사자의 수도 50명을 넘고 있어 부상이나 정신 불안정에 괴로워하는 병들도 있다.

## 전통
일찍이 독일에는 바이마르 공화국 시대의 독일 국가방위군이나 나치 독일 시대의 독일 국방군(Wehrmacht) 등의 군대가 있었다. 그러나 1955년 창설된 독일 연방방위군은 스스로 이러한 조직과는 별개의 조직이라고 간주하고 있으며, 프로이센군 등 이전의 모든 독일 군대의 전통 계승을 거부했다. 현재의 독일 연방방위군의 공식적인 '전통'은 다음 3가지다.
- 19세기 초, 군대의 개혁자(게르하르트 폰 샤른호르스트, 아우구스트 나이트하르트 폰 그나이제나우(August Wilhelm Antonius Graf Neidhardt von Gneisenau), 카를 폰 클라우제비츠(Carl von Clausewitz))
- 아돌프 히틀러의 군 지배에 대해 암살 계획 등으로 저항한 군인들
- 1955년 창설 이래의 독자적인 전통

독일 연방방위군의 문장으로는 구 독일 국방군이 채용하고 있던 발켄크로이츠(흑십자)가 아니고, 흑십자의 끄트머리가 벌어지는 철십자를 채용했다.
제2차 세계 대전에서 구 독일 국방군이 '인도에 반하는 범죄행위'를 거부할 수 없었던 이유로 들었던 '상관의 명령에 대한 절대 복종'이라고 하는 전통은 부정되어 기본법에서는 '항명권'의 행사가 명문화되어 있다.

## 같이 보기
- 독일군
- 바이마르 공화국
  - 독일 국가방위군
- 나치 독일
  - 독일 국방군
    - 독일 국방군 최고 사령부
- 독일 민주 공화국
  - 동독 국가인민군
- 서독
- 독일

## 참고

### 인용
1. ↑  “Personalzahlen der Bundeswehr” (독일어). bundeswehr.de. 2025년 4월 30일. 2020년 3월 1일에 원본 문서에서 보존된 문서. 2025년 6월 7일에 확인함.
2. ↑  “Auftrag der Bundeswehr” (독일어). bundeswehr.de. 2023년 6월 14일에 원본 문서에서 보존된 문서. 2025년 6월 7일에 확인함.
3. ↑  “Verteidigungshaushalt” (독일어). 2025년 1월 14일. 2025년 1월 15일에 확인함.
4. ↑  “Deutschland erreicht Zwei-Prozent-Ziel bei Verteidigungsausgaben” (독일어). 2025년 1월 15일에 확인함.
5. ↑  “보관된 사본”. 2012년 1월 17일에 원본 문서에서 보존된 문서. 2010년 12월 25일에 확인함.
6. ↑  서독 학생들이 동독 대학을 선호하는 까닭. 시사INLive. 뮌헨·남정호 편집위원
7. ↑  국가 원수인 독일의 대통령은 군 통수권에 대한 실권 자체가 아예 없다.
8. ↑  NATO군 부사령관, 참모장 보직의 경우도 독일군 대장이 임무를 수행할 수 있기 때문에 NATO군 부사령관, 참모장 보직에 독일군 대장이 임명될 경우 예외적으로 대장급 군인이 3명 생기게 된다.
9. ↑  독일 연방방위군 창설 당시에는 모병제를 도입했다. 1956년 1월, 동독의 바르샤바 조약 기구(WTO) 가맹에 따라 7월, 일반 병역 의무법이 제정되어 만 18세 이상의 남성에게 12개월의 병역의 의무를 부과했다. 1962년에는 18개월로 연장되었다. 岩間陽子, 'ドイツ再軍備'（中央公論社）P.311, 'カラー世界史百科 増補版'（平凡社）P.535
10. ↑  대한민국의 사회복무제도는 독일의 '민사복무제도'(대체복무제)를 벤치마킹한 것이나, 그 대상과 방식, 징병기간 등에 있어서 다소 차이가 있다.
11. ↑  “보관된 사본”. 2012년 1월 17일에 원본 문서에서 보존된 문서. 2010년 12월 25일에 확인함.
12. ↑  서독 학생들이 동독 대학을 선호하는 까닭. 시사INLive. 뮌헨·남정호 편집위원
13. ↑  독일 연방방위군의 중장 보직은 각 군 참모총장▪︎참모차장, 군수군사령관▪︎부사령관, 의무군사령관▪︎부사령관, 사이버정보군사령관▪︎부사령관 이렇게 12개 보직이다.
14. ↑  독일 국방군의 대장 계급은 오늘날로 따지면 중장(3성 장군/제독) 계급에 대응한다. 그 이유는 제 2차 세계대전 당시 독일 국방군의 장성급 장교 계급체계가 현재의 '준장-소장-중장-대장'이 아닌 '소장-중장-대장-상급대장'으로 지정되어 있었기 때문이며, 해군을 제외하면 준장 계급이 없는 체계로 운영되었고, 오늘날의 대장에 대응하는 독일 국방군의 계급은 상급대장이다.
15. ↑  여기서 '2'는 재통일의 당사자인 동독과 서독을 가리키며, '4'는 제2차 세계 대전 당시 독일을 점령한 연합국을 가리킨다. '4'는 독일을 점령한 당사국들이기 때문에 반드시 '2'의 통일을 위해서 '4'의 참여가 필수적이여야 했다.
16. ↑   flight time, military pilots lose licenses https://www.dw.com/en/1-in-10-german-military-pilots-lost-helicopter-licenses-for-lack-of-flight-time/a-43646369제목=Lacking flight time, military pilots lose licenses |url= 값 확인 필요 (도움말). |제목=이(가) 없거나 비었음 (도움말)
17. ↑  제2차 세계 대전 이후, 냉전이 치열해지면서 소련 및 동구권 국가의 서부 유럽 침투를 두려워하고 있던 미국, 영국, 프랑스 등 서방은 동서로 분할 통치되고 있던 독일의 통일을 단념했다. 따라서 중앙유럽 측에 대항하는 강력한 방어선으로 서독을 독립, 재무장 시킬 것을 결의했다. 그러나 제2차 세계 대전 이전의 전통적인 독일군의 부활은 다시 유럽의 위협으로 발전할 것이라고 생각되었으며 서독의 민주주의 체제를 위협할 가능성이 있었기 때문에 과거의 전통에 얽매이지 않는 새로운 군대의 창설이 필수적으로 여겨졌다(이것은 영국, 미국, 프랑스를 중심으로 하는 연합국의 요구였으며 또한 서독 여론의 요구이기도 했다.). 이를 해결하기 위해 모병제를 기본으로 하는 방위 관련법을 정비해 독일 연방공화국 기본법 개정을 단행한다. 결국 군 통수권을 정부 및 의회가 장악하는 체제를 구축했다. 또 독일 연방방위군은 1955년 발족과 동시에 북대서양 조약기구(NATO)에, 잇따라 1956년에는 서유럽 연합(WEU)에 가맹해 집단안전보장을 꾀하게 되나 그 행동이 규제되고 있었다는 점에서 '전통적인' 구 독일 국방군과는 다르게 되었다. 岩間陽子 'ドイツ再軍備'（中央公論社）P.271-280

### 자료
- 松隈徳仁 (1969). 《西ドイツの再軍備とデモクラシー : 平和と戦争の研究 II》 (일본어). 有斐閣.
- 岩間陽子 (1993). 《ドイツ再軍備》 (일본어). 中央公論社. ISBN 4-12-002227-7.